# Cyrilla parvifolia
Cyrilla parvifolia är en tvåhjärtbladig växtart som beskrevs av Constantine Samuel Rafinesque. Cyrilla parvifolia ingår i släktet Cyrilla och familjen Cyrillaceae. Inga underarter finns listade i Catalogue of Life.